# Lee Ryol-li
Lee Ryol-li (hangul 이 열리) jap. Retsuri Lee (李 冽理); ur. 20 maja 1982 w Kadomie – japoński bokser koreańskiego pochodzenia, były zawodowy mistrz świata wagi junior piórkowej (do 122 funtów) organizacji WBA.

## Życiorys
Karierę zawodową rozpoczął 20 września 2005. Do czerwca 2010 stoczył 18 walk, z których wygrał 16, 1 przegrał i 1 zremisował.
W tym okresie zdobył tytuł mistrza Japonii w wadze piórkowej.
2 października 2010 w Tokio stanął przed szansą zdobycia tytułu mistrza świata organizacji WBA w wadze junior piórkowej. Pokonał, jednogłośnie na punkty, broniącego tytułu Taja Poonsawata Kratingdaenggyma i został nowym mistrzem.
Już pierwsza próba obrony tytułu okazała się nieudana. 31 stycznia 2011 przegrał jednogłośnie na punkty z rodakiem Akifumim Shimodą i stracił mistrzowski pas. Lee liczony był w trzeciej, piątej i ósmej a Shimoda w trzeciej rundzie.